# BC Card
BC Card (Hangul: 비씨카드) là một công ty xử lý thanh toán lớn nhất Hàn Quốc và trụ sở chính của mạng lưới nội địa đặt tại Seoul, Hàn Quốc. Công ty chủ yếu cung cấp dịch vụ thanh toán đến các tổ chức tài chính cũng như đến các thương gia thông qua công ty con, Smartro. Danh mục đầu tư của công ty bao gồm mua; tín dụng, ghi nợ, trả trước,...; mạng lưới nội địa được quản lý dưới thương hiệu "BC"; phát hành thẻ BPO (Business Process Outsourcing) cho các tổ chức tài chính; cũng như thương mại hóa trên Internet và phương pháp thanh toán trên di động.

## Công ty thành viên
- Busan Bank
- Citibank Korea
- Daegu Bank
- Hana SK Card
- Industrial Bank of Korea
- Kookmin Bank
- Kyongnam Bank
- Nonghyup
- Shinhan Card
- Standard Chartered Korea
- Woori Bank
- Community Credit Cooperative (không là thành viên, nhưng phát hành)
- Korea Post (không là thành viên, nhưng phát hành)
- Korean Federation of Savings Banks (không là thành viên, nhưng phát hành)

## Thương hiệu
BC Cards có thương hiệu thẻ tín dụng và thẻ kiểm tra (còn gọi là thẻ ghi nợ).
- BC Thẻ nội địa Hàn Quốc
  - BC Global (như là Diners Club/Discover bên ngoài Hàn Quốc, chỉ thẻ tín dụng)
- BC Visa
- BC Master/Maestro
- BC JCB (chỉ thẻ tín dụng)
- BC CUP

## Liên kết
- Trang chủ BC Card